# 多鳞鳞毛蕨
多鳞鳞毛蕨（学名：Dryopteris barbigera），为鳞毛蕨科鳞毛蕨属下的一个植物种。